# Chagri Begue
Abu Solimão Chagri Begue/Bei Daúde ibne Micail ibne Seljuque (990/5–1060), melhor conhecido apenas como Chagri Begue ou Chagri Bei, foi um membro da dinastia seljúcida, a principal família dos turcomanos oguzes, que com seu irmão Tugril Bei fundou o Império Seljúcida no século XI. A ele foi dada a porção oriental do império, centrada no Coração, onde dedicou boa parte de seu tempo guerreando com o Império Gasnévida. Os líderes subsequentes do império (descendentes de Alparslano), Carmânia (descendentes de Cavurde) e Bilade Xame/Síria (descendentes de Tutuxe I) advém de sua linhagem. O nome Chagri é turcomano e literalmente significa "pequeno falcão".

## Vida
Chagri nasceu em 990/5 e era filho de Micail e irmão de Tugril. Não é certo de sua família já era muçulmana ou se se converteu. Muito pouco se sabe sobre a vida dos irmãos até 1025. Ficaram órfãos em tenra idade e devem ter sido criados por seu avô Seljuque, na região de Jande, período no qual seu tio Arslã Israil lutava em nome dos últimos emires samânidas. Após a morte de seu avô, por razões políticas poucas claras, partiram com parte de sua tribo para o território do nobre caracânida Bugra Cã. Depois, discutiram com ele e foram para junto, sem entretanto reunir forças, de seu tio, que à época lutava em nome do caracânida Ali Teguim de Bucara. A tradição de alguns historiadores diz que, em 1018 ou 1021, Chagri e alguns turcomanos invadiram a Armênia e Azerbaijão, mas este relato parece ser fantasioso. Em 1025, os seljúcidas se envolveram na luta infausta de Ali Teguim contras as tropas unidas do sultão gasnévida Mamude (r. 998–1030) e do cã caracânida Iúçufe Cadir (r. 1025–1032). No rescaldo, Arslã Israil migrou com seu grupo tribal ao território de Gásni, enquanto Tugril e Chagri permaneceram com Ali Teguim por mais algum tempo.

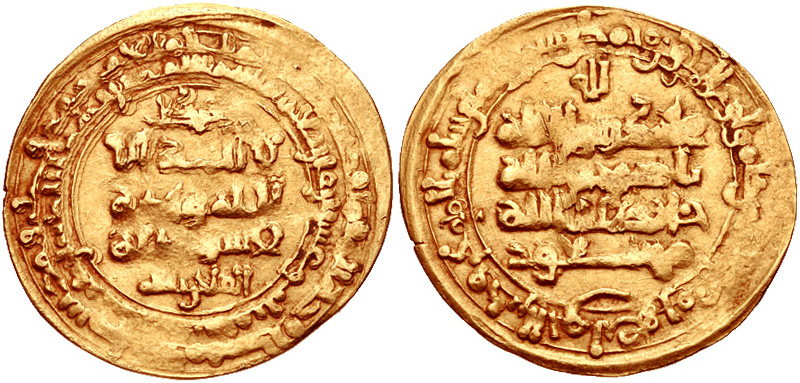
Dinar de r.

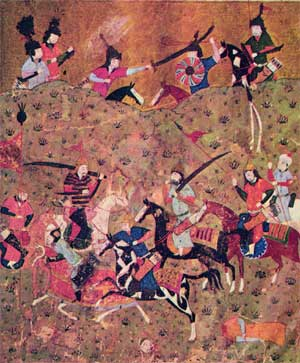
Iluminura retratando a Batalha de Dandanacã

Eles entraram em desacordo mais adiante, quiçá sobre a liderança da tribo, e os irmãos se transferiram à Corásmia entre 1030 e 1034 (?). Em 1035, quando o antiseljúcida Xá Maleque ascendeu em Jande, 10 mil oguzes sob Tugril e Chagri e outros tantos jaguebus e inalis sob o seljúcida Ibraim Inal cruzaram o Amu Dária rumo ao Coração, buscando refúgio e pastos para o gado. Ao se aproximarem de Gásni, forçaram o sultão Maçude I (r. 1030–1040) a ceder territórios antes ocupados por turcomanos, mas que estavam vazios fruto da desordem política no Império Gasnévida; ele estava preocupado com a situação na Índia e decidiu aceitá-los como governadores locais. Maçude não tinha inicialmente conhecimento da seriedade potencial do que achava ser agitações locais; os citadinos estavam cansados de pagar impostos aos gasnévidas sem que houvesse salvaguarda contra pilhagem no campo. Os seljúcidas, por outro lado, representavam-se à aristocracia muçulmana como fiéis adeptos da religião ortodoxa, e um partido crescente no Coração sentiu que era mais recompensador se sujeitar aos últimos. Em 1036, Marve abriu seus portões para Chagri, que fez com que o cutba fosse recitado em seu nome como príncipe autônomo. Na primavera de 1038, Nixapur foi tomada por Tugril e pouco depois Chagri se expandiu para Herate, de onde enviou seus parentes para o Sistão.
Quando Maçude decidiu reagir, já era tarde. Suas tropas enfrentaram Tugril e Chagri em 1040 na decisiva Batalha de Dandanacã, que terminou numa vitória irrecuperável para o sultão. Os conquistadores divididas os territórios conquistados e enquanto Tugril se dirigiu à Pérsia para fazer novas conquistas, Chagri firmou seu poder no Coração. A sua principal tarefa era guerrear contra os gasnévida e já nos primeiros meses de seu mandato firmou a fronteira seljúcida-gasnévida numa linha norte-sul no centro do atual Afeganistão. Em quatro anos, finalizou a anexação do Coração ao tomar Bactro, Termez e a Corásmia, cujo príncipe havia sido repelido por Xá Maleque. Além disso, seu filho Cavurde, agindo mais ou menos autonomamente, tomou a Carmânia. Apesar das vitórias, os gasnévidas, usando os recursos obtidos em suas províncias indianas e centrados em seu forte na montanha, recomeçaram a guerra e conseguiram alguns sucessos. As intrigas dos gasnévidas minaram temporariamente a relação dos seljúcidas com seus vizinhos caracânidas, enquanto os seljúcidas interferiram nas disputas internas de Gásni. Maudade (r. 1041–1050) fez uma invasão de Bactro ao Tocaristão em 1043-44, mas foi repelido por Alparslano, filho de Chagri, que o infligiu pesadas baixas. Como consequência, Alparslano foi formalmente feito por seu pai como governador do nordeste do Coração até Uaques, e uma de suas irmãs casar-se-ia com Maudade. Depois, Chagri interveio militarmente sobre Abde Arraxide (r. 1049–1052).
Mais tarde, Chagri encorajou a usurpação de Farruque Zade (r. 1053–1059) em detrimento dos sucessores de Maudade, porém essa manobra não surtiu o efeito esperado e o usurpador recomeçou as hostilidades, sobretudo nos distritos de Bactro e Sistão. No Sistão, em especial, o perigo era tamanho que forçou Chagri a convocar temporariamente os turcomanos da Carmânia para reforçar as suas tropas. Por já estar em idade avançada, deu a função de comandante das operações Alparslano. Em 1056, em paralelo à guerra no Oriente, e em resposta à crescente influência seljúcida em direção ao Iraque, Chagri arranjou o casamento de outra filha sua, Arslã Catum, com o califa abássida Alcaim (r. 1031–1075) de Bagdá. Em 1059/60, cientes de que estavam em equiparidade de força, Chagri e Ibraim (r. 1059–1099) concluíram uma paz que permaneceu virtualmente não perturbada pelos sucessores de ambos. Poucos meses depois, Chagri faleceu. Após sua morte, sua esposa, uma dama oriunda da Corásmia cujo nome não é sabido, se casou com Tugril. Ela tinha um filho chamado Solimão. Em 1063, Tugril faleceu e nomeou Solimão como seu sucessor, mas este teria sua posição contestado por Alparslano, que tornar-se-ia o sultão do Império Seljúcida em 1064.

## Avaliação

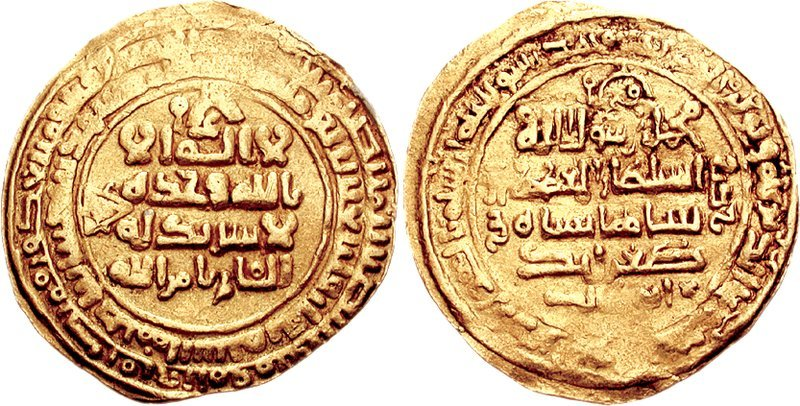
Dinar com os nomes de Tugril e Alcaim r.

Chagri deu a si o título de Maleque Almulque. O irmão do famoso escritor ismaelita Nácer Cosroes serviu por muito tempo como vizir, mas só isso não permite a conclusão de que Chagri mantinha uma orientação religiosa heterodoxa. Nizã Almulque, os autores de contos morais ou os divãs dos poetas não preservaram feitos notáveis seus do tempo que agiu autonomamente no Oriente, dando a impressão, segundo Claude Cahen, que manteve uma postura passiva em todos os pontos de vista. Apesar disso, segundo Bosworth, o papel de Chagri na manutenção do Coração diante das constantes investidas dos gasnévidas não é desprezível, com a região se tornando uma província central no Império Seljúcida e origem de várias oficiais e religiosos relevantes na administração imperial.
A relação de Chagri com seu irmão Tugril se demonstrou estável, mesmo que o último tenha adquiro uma maior proeminência ao se tornar o protetor do Califado Abássida com suas conquistas no Ocidente e, por conseguinte, de todo Oriente muçulmano. Isso se deu, ao que parece, sobretudo pelo fato de Tugril não ter filhos, o que tornava-o dependente de Chagri para firmar alianças matrimoniais. Esses bons termos, contudo, não parecem ter sido verdade em relação ao restante da família seljúcida. Chagri foi tido como suserano sobre seus primos mais jovens no Sistão, que por sua vez foi dado a seu tio Muça Paigu (Jaguebu?) para administrar após Dandanacã. Apesar desse estado de coisas, um dos filhos de Chagri, certo Iacute, vindo da Carmânia, abriu hostilidades contra seus parentes entre 1055-1057.